# Kromatid
Kromosomet kan i forbindelse med celledeling kopiere sig og vil derefter bestå af to kromatider. Når cellen ikke er i deling består kromosomet således kun af én kromatid.